# Алфонсина Сторни
Алфонсина Сторни (на испански: Alfonsina Storni) е аржентинска поетеса, смятана за един от най-важните представители на модернизма в латиноамериканската литература.

## Биография
Алфонсина Сторни е родена през 1892 в Сала Каприаска в Швейцария в семейството на аржентински производител на бира. Тя прекарва първите няколко години от живота си в Швейцария, където научава италиански. Семейството се завръща в Аржентина през 1896 и след фалита на бирената им фабрика е принудено да отвори кръчма в Росарио, където Алфонсина започва да работи.
През 1907 Алфонсина Сторни се включва в пътуваща театрална трупа, с която играе в пиеси на Хенрик Ибсен, Бенито Перес Галдос и Флоренсио Санчес. След завръщането си в Росарио тя завършва образованието си и започва работа като начална учителка, като в същото време пише за местните списания „Mundo Rosarino“ и „Monos y Monadas“, както и за националното „Mundo Argentino“. През 1911 тя ражда извънбрачния си син Алехандро и заминава за Буенос Айрес в търсене на анонимност в големия град.
В Буенос Айрес Алфонсина Сторни работи като касиерка в магазин и начална учителка. Въпреки финансовите затруднения, тя пише за списанието „Caras y Caretas“. През 1916 публикува първата си стихосбирка „La inquietud del rosal“, а през 1918 получава широка популярност с „El dulce daño“.
Алфонсина Сторни се запознава с други писатели, като Хосе Енрике Родо и Амадо Нерво, и създава приятелства с Хосе Инхениерос и Мануел Угарте. Тя пътува до Монтевидео, където се среща с Хуана де Ибарбуру и Хорасио Куирога.
През 30-те години Алфонсина Сторни пътува до Европа. След самоубийството на нейния приятел Хорасио Куирога през 1937, потисната от самотата и страдаща от рак на гърдата, тя изпраща последното си стихотворение „Voy a dormir“ на вестник „La Nación“. На следващия ден Алфонсина Сторни се самоубива, като влиза в морето край Мар дел Плата.